# Интерлеукин 15
Интерлеукин 15 (ИЛ-15) je цитокин који је структурно сличан са ИЛ-2. Попут ИЛ-2, ИЛ-15 се везује и сигнализира кроз ИЛ-2/ИЛ-15 бета ланац (ЦД122) и заједнички гама ланац (гама-Ц, ЦД132). ИЛ-15 се излучује из мононуклеарних фагоцита (и неких других ћелија) након вирусне инфекције. Овај цитокин индуцира ћелијску пролиферацију природних убица ћелија из урођеног имунског система чија главна улога је да убије вирално инфициране ћелије. Код људи, интерлеукин 15 је кодиран ИЛ15 геном.

## Функција
Интерлеукин 15 је цитокин који регулише активацију и пролиферацију T и НК ћелија. Овај цитокин и ИЛ-2 имају многе заједничке функције. За њих је нађено да се везују за хематопоиетин рецепторске подјединице, да могу да конкуришу за исти рецептор, и да тим путем негативно регулишу међусобну активност. За бројне ЦД8+ меморијске ћелије је показано да су контролисане балансом између овог цитокина и IL-2. Овај цитокин индукује активацију ЈАК киназе, као и фосфорилацију и активацију транскрипционих активатора СТАТ3, СTAT5, и СTAT6. Студије одговарајућег мишјег цитокина су показале да овај цитокин можда може да повећа изражавање инхибитора апоптозе BCL2L1/BCL-x(L), можда кроз СТАТ6 транскрипциону активациону активност, и да тако спречава апоптозу.
Одржавање меморијских ћелија изгледа да не захтева одржавање оригиналног антигена; већ се, сигнали за преживљавање меморијских лимфоцита обезбеђују цитокинима као што је ИЛ-15.
Код трансгенетских мишева који немају ИЛ-15 рецептор алфа (ИЛ15Рα) гене, природни убица ћелије се не развијају.

## Ген
Две алтерантивно спојене транскриптне варијанте овог гена које кодирају исти протеин су објављене.

## Клинички значај
Код људи са историјом акутне инфективне мононуклеозе (синдром асоциран са примарном Епштајн-Бар вирусном инфекцијом), ИЛ-15Р изражавајући лимфоцити нису детектовани – чак ни после 14 година након инфекције.
ИЛ-15 је био показан да појачава антитуморни имунитет ЦД8+ T ћелија у пре –клиничким моделима. Клиничка испитивања фазе I која евалуирају ИЛ-15 безбедност, дозирање, и антитуморску ефикасност код пацијената са метастатичким меланомом и карциномом реналних ћелија (рак бубрега) су у току у Националном институту за здравље (НИХ) у Бетесда, Мериланд, САД.